# Campeonatos mundiais da WWE

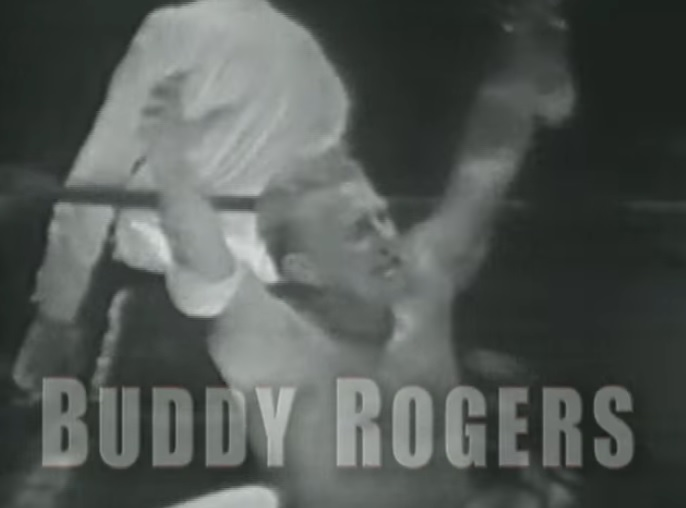
O campeão mundial inaugural da WWE, Buddy Rogers, que se tornou o Campeão Mundial dos Pesos Pesados da WWWF em 1963, um título que agora é conhecido como Campeonato da WWE.

A promoção de luta profissional americana WWE manteve vários campeonatos mundiais masculinos desde que a Capitol Wrestling Corporation se separou da National Wrestling Alliance em 1963 para se tornar a World Wide Wrestling Federation (WWWF), que mais tarde foi submetida a várias mudanças de nome, incluindo World Wrestling Federation (WWF). ) e World Wrestling Entertainment (WWE) - em abril de 2011, a empresa deixou de usar seu nome completo e passou a ser chamada apenas de WWE. O primeiro campeonato mundial da empresa foi o Campeonato da WWE, que foi estabelecido junto com a criação da promoção em 1963 como o Campeonato Mundial dos Pesos Pesados da WWWF; ainda está ativo hoje e é o título ativo mais antigo da WWE. Sempre que a extensão da marca WWE foi implementada (2002–2011; 2016–presente), campeonatos mundiais separados foram criados ou alocados para cada marca.
A WWE atualmente promove três campeonatos mundiais masculinos. Dois deles, o Campeonato da WWE e o Campeonato Universal da WWE, são mantidos e defendidos juntos como o Campeonato Indiscutível Universal da WWE na marca SmackDown. O terceiro é um novo Campeonato Mundial dos Pesos Pesados, que foi revelado em abril de 2023 e será disputado no Raw.
Este artigo cobre todos os campeonatos mundiais masculinos disputados na WWE ao longo de sua história, não aqueles adquiridos pela empresa e nunca disputados sob sua bandeira, embora a WWE possa reconhecer alguns títulos de fora da empresa por recordes de campeonato, como o Campeonato Mundial dos Pesos Pesados da NWA.

## Visão geral
| No. | Nome                                                   | Anos                                                        |
| --- | ------------------------------------------------------ | ----------------------------------------------------------- |
| 1   | Campeonato da WWE                                      | 1963–presente                                               |
| 2   | Campeonato da WCW                                      | 1991–2001 (tornou-se propriedade da WWF em 2001)            |
| 3   | Campeonato da ECW                                      | 1992–2001, 2006–2010 (tornou-se propriedade da WWE em 2003) |
| 4   | Campeoanto Mundial dos Pesos Pesados (versão original) | 2002–2013                                                   |
| 5   | Campeonato do NXT                                      | 2019–2021                                                   |
| 6   | Campeonato Universal da WWE                            | 2016–presente                                               |
| 7   | Campeonato Mundial de Pesos Pesados (versão atual)     | 2023-presente                                               |

## Resumo dos campeonatos

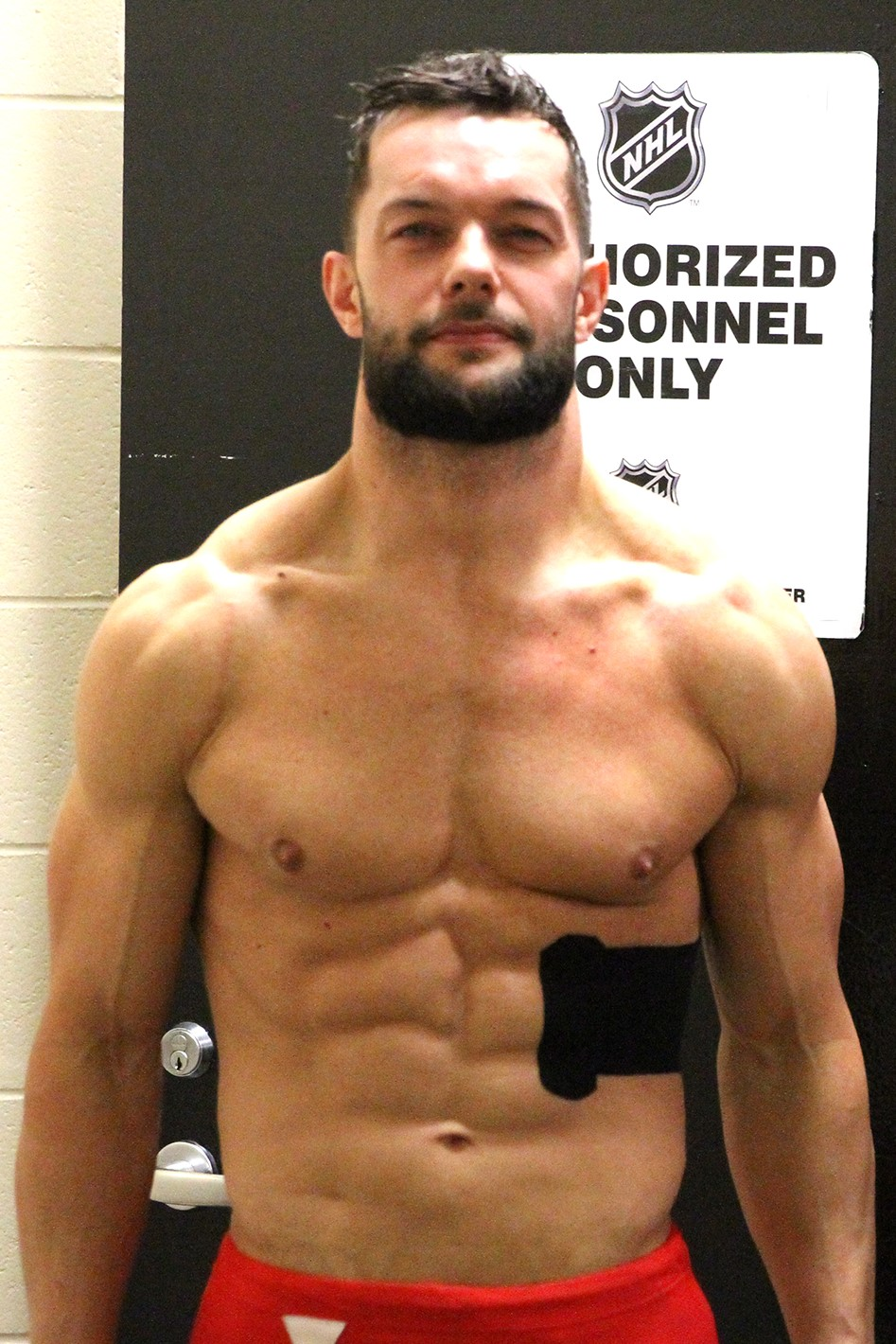
Finn Bálor

O Campeonato da WWE é o campeonato mundial original da WWE. Foi estabelecido pela então World Wide Wrestling Federation (WWWF) em 25 de abril de 1963, como o Campeonato Mundial dos Pesos Pesados da WWWF, depois que a Capitol Wrestling Corporation se separou da National Wrestling Alliance (NWA) para se tornar a WWWF após uma disputa sobre a NWA. Campeonato Mundial de Pesos Pesados. O campeão inaugural foi Buddy Rogers.